# Karólína Lea Vilhjálmsdóttir
Karólína Lea Vilhjálmsdóttir, född den 8 augusti 2001 i Reykjavik, är en isländsk fotbollsspelare.

## Biografi
Karólína Lea Vilhjálmsdóttir inledde sin seniorkarriär i FH år 2016. 2018 flyttade hon till Breiðablik för att 2021 värvas av FC Bayern München varifrån hon lånats ut till Bayer 04 Leverkusen. Hon har även representerat det isländska damlandslaget där hon debuterade 2019.